# Имакане
Имакане (яп. 今金町 Имаканэ-тё:) — посёлок в Японии, находящийся в уезде Сетана округа Хияма губернаторства Хоккайдо. Площадь посёлка составляет 568,14 км², население — 5755 человек (30 июня 2014), плотность населения — 10,13 чел./км².

## Географическое положение
Посёлок расположен на острове Хоккайдо в губернаторстве Хоккайдо. С ним граничат посёлки Сетана, Осямамбе, Якумо и село Симамаки.

## Население
Население посёлка составляет 5755 человек (30 июня 2014), а плотность — 10,13 чел./км². Изменение численности населения с 1980 по 2005 годы:
| 1980 | 9241 чел. |  |
| 1985 | 8431 чел. |  |
| 1990 | 7710 чел. |  |
| 1995 | 7214 чел. |  |
| 2000 | 6906 чел. |  |
| 2005 | 6466 чел. |  |

## Символика
Деревом посёлка считается тис остроконечный, цветком — тюльпан.